# Maly Delschaft
Maly Delschaft (ur. 4 grudnia 1898 w Hamburgu, zm. 20 sierpnia 1995 w Berlinie) – niemiecka aktorka filmowa i teatralna. 

## Wybrane role filmowe
- 1924: Portier z hotelu Atlantic (Der letzte Mann) – siostrzenica
- 1925: Varieté – żona Szefa
- 1926: Ostatnia berlińska dorożka (Die Letzte Droschke von Berlin) – Margot Lüdecke
- 1931: Moja żona, hochsztaplerka (Meine Frau, die Hochstaplerin) – Ileana
- 1948: Sprawa Bluma (Affaire Blum) – Anna Platzer
- 1950: Bracia Benthin (Familie Benthin) – Annemarie Naumann
- 1951: Rodzina Sonnenbrucków (Die Sonnenbrucks) – Berta Sonnenbruck
- 1951: Topór z Wandsbek (Das Beil von Wandsbek) – pani Lehmke
- 1952: Losy kobiet (Frauenschicksale) – pani Ludwig
- 1953: Tajemnica linii okrętowej (Anna Susanna) – matka Kuddels
- 1954: Latarnia morska (Leuchtfeuer) – kobieta w kuchni